# Mark Twain

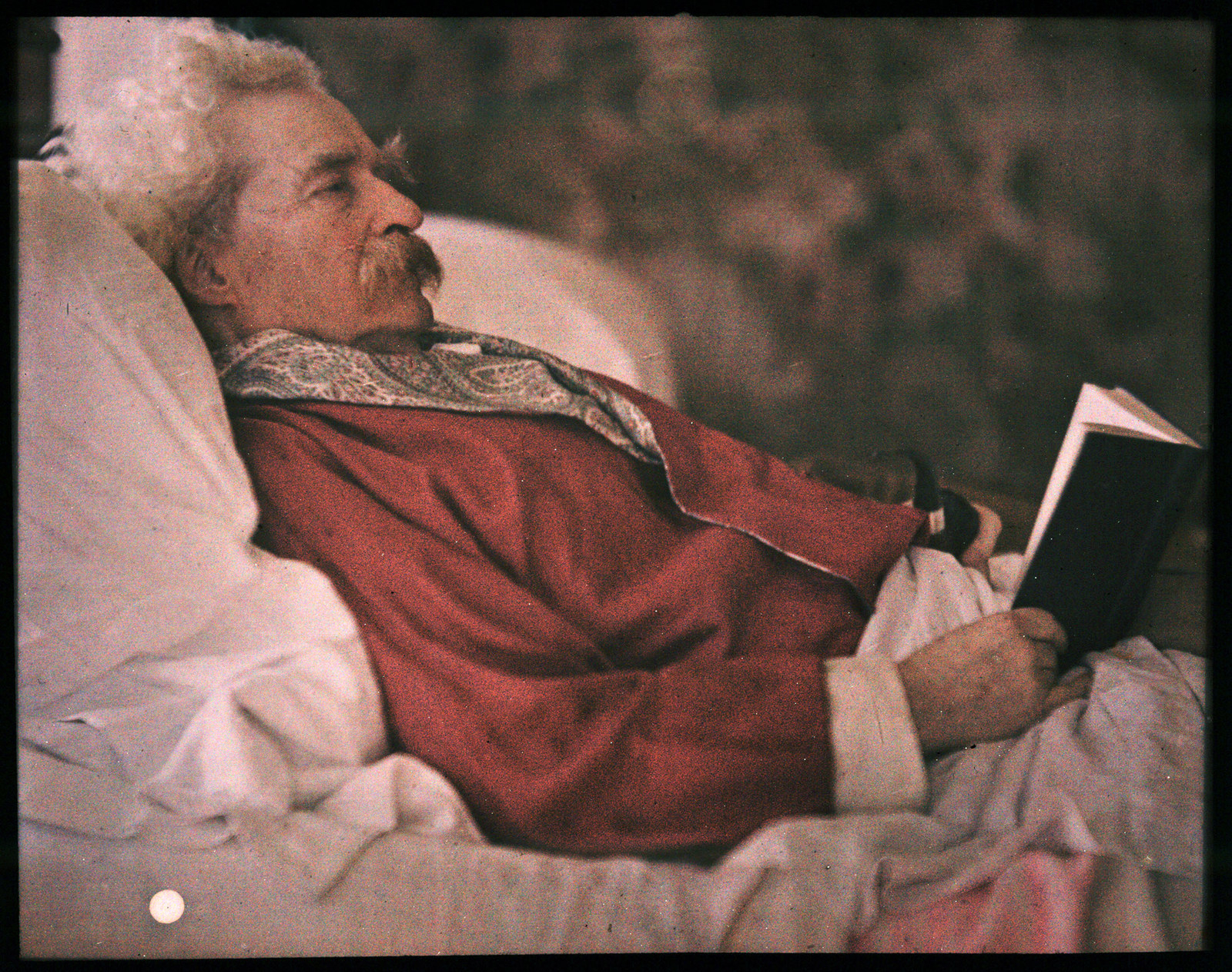
Mark Twain na autochromie (1908)

Mark Twain, właściwie Samuel Langhorne Clemens (ur. 30 listopada 1835 we Floridzie – hrabstwo Monroe, zm. 21 kwietnia 1910 w Redding) – amerykański pisarz pochodzenia szkockiego, satyryk, humorysta, wolnomularz. Do jego najbardziej znanych powieści należą Przygody Tomka Sawyera (1876), Przygody Hucka (1884) oraz Książę i żebrak (1881). Pisarz William Faulkner nazwał Twaina „ojcem amerykańskiej literatury”.

## Życiorys
Mark Twain urodził się w osadzie Florida 30 listopada 1835 roku. Gdy miał 5 lat, jego rodzina przeniosła się do innej małej miejscowości – Hannibal. W wieku dwunastu lat z powodu śmierci ojca musiał przerwać naukę i rozpocząć pracę zarobkową. Początkowo był chłopcem na posyłki w drukarni, później kształcił się na zecera. Następnie uzyskał uprawnienia pilota parostatków pływających na Missisipi. Opisał to później w autobiograficznej powieści Życie na Missisipi. Jego pseudonim literacki pochodzi z tego okresu – w żargonie pilotów parowców rzecznych mark twain oznacza „zaznacz dwa (sążnie głębokości)”. Pisarz przejął ten pseudonim od bardzo starego pilota, którego tekst sparodiował. Razem z nim pracował jego młodszy brat Henry, który zmarł w wyniku wybuchu kotła parowca.
W czasie wojny secesyjnej kolejno był żołnierzem obu walczących stron. Zarówno z armii Unii, jak i z armii Konfederacji zdezerterował. 
Następnie przeprowadził się na Zachód. Przez pewien czas pracował w kopalniach srebra w Nevadzie, a następnie jako poszukiwacz złota w Kalifornii. W tym okresie pobytu na zachodnim wybrzeżu zaczął, początkowo nieregularnie, pracować jako dziennikarz. Rozgłos przyniosło mu opowiadanie The Celebrated Jumping Frog of Calaveras County (1865, O sławnej skaczącej żabie z Calaveras), w związku z czym w 1867 roku Twain został zaangażowany jako reporter i korespondent przy grupie amerykańskich turystów odbywających podróż do Europy na pokładzie statku Miasto Kwakrów. Jego udział w wyprawie finansowany był przez gazety Alta California oraz New York Tribune. Twain opisał podróż w książce Prostaczkowie za granicą (The Innocents Abroad, 1869).

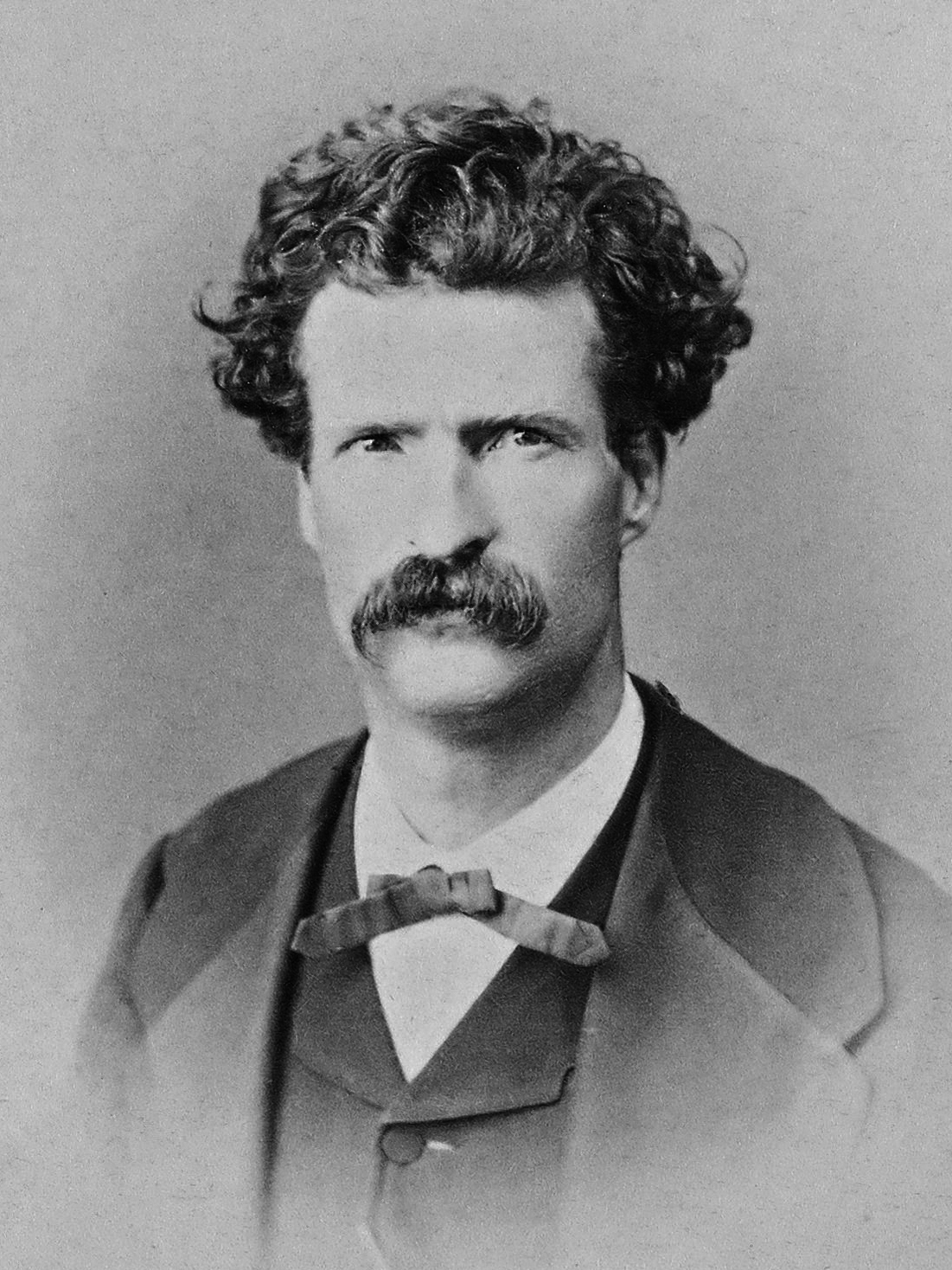
Mark Twain (1869)

Przez następnych parę lat Mark Twain wiele podróżował, głównie jako prelegent w różnych częściach Stanów Zjednoczonych. W roku 1870 ożenił się z Olivią Langdon, osiedlił się w północno-wschodniej części kraju – początkowo w Buffalo, później w Hartford, w stanie Connecticut. Wszedł w środowisko żony i pod wpływem Williama Deana Howellsa okrzepł jako literat i rozpoczął następną część swojej kariery.
W autobiograficznej książce Pod gołym niebem (Roughing It, 1872) opisał twardy, surowy los osadników oraz panoramę Ameryki od St. Louis przez Nevadę, Kalifornię aż po Hawaje. Z kolei w książce Włóczęga za granicą (A Tramp Abroad, 1880) zawarł swoje przeżycia z drugiej podróży do Europy, podczas której zwiedził Niemcy, Szwajcarię i Włochy.
Pierwszą powieść Pozłacany wiek (The Gilded Age, 1873) napisał wspólnie z Charlesem D. Warnerem.
W skład cyklu o nazwie Epos rzeki Missisipi, napisanego w okresie 1876-1882, weszły: Przygody Tomka Sawyera (The Adventures of Tom Sawyer, 1876) oraz Przygody Hucka Finna (The Adventures of Huckelberry Finn, 1884), oraz autobiograficzne Życie na Missisipi. Twain przedstawił w tych dziełach obraz Ameryki drugiej połowy XIX wieku.
Dwa utwory – Książę i żebrak (The Prince and the Pauper, 1882) oraz Jankes na dworze króla Artura (A Connecticut Yankee In King Arthur’s Court, 1889) – rozgrywają się w Anglii. Pierwszy to historyczna powieść dla młodzieży o zamianie ról bliźniaczo podobnych chłopców z przeciwstawnych biegunów drabiny społecznej. Druga powieść to satyra na zakorzenione mity europejskiej poezji średniowiecznej oraz podwaliny ustroju społecznego krajów zachodniej Europy.
Mark Twain pisał także (zwłaszcza po 1897 roku) coraz więcej małych form, w których krytykował amerykańską rzeczywistość. Z tego okresu pochodzą satyry antymieszczańskie, takie jak Człowiek, który zdemoralizował Hadleyburg (The Man Who Corrupted Hadleyburg, 1899) czy Tajemniczy przybysz (The Mysterious Stranger, 1916). W 1904 Twain zarzucił Teodorowi Rooseveltowi, że wygrał wybory skutkiem przekupstwa.
W roku 1893 zbankrutowało przedsiębiorstwo wydawnicze, w które Twain zainwestował 200 tys. dolarów. Pisarz popadł w poważne tarapaty finansowe. W tej sytuacji wyruszył w długie tury objazdowych odczytów w USA i Europie, które cieszyły się olbrzymim powodzeniem, zapewniając spłatę długów oraz zgromadzenie nowej fortuny.
W roku 1898 w jednym ze swoich opowiadań dał obraz pracy nauczycielskiej kolegi – Jana Szczepanika i perypetii związanych z porzuceniem pracy pedagogicznej na rzecz wynalazków. Podczas pobytu w Wiedniu pisarz odwiedził Szczepanika i zapisał w swoim dzienniku treść rozmów z wynalazcą. Posłużyły one następnie jako fabuła dwóch utworów: The Austrian Edison Keeping School Again (1898) oraz From the London Times of 1904.
Zmarł na zawał serca kilka miesięcy po śmierci swojej córki.

## Utwory
- O sławnej skaczącej żabie z Calaveras (The Celebrated Jumping Frog of Calaveras County, 1865)
- Prostaczkowie za granicą (The Innocents Abroad, 1869)
- Pod gołym niebem (Roughing It, 1872)
- Pozłacany wiek (The Gilded Age, 1873) – wspólnie z Charlesem D. Warnerem
- Przygody Tomka Sawyera (The Adventures of Tom Sawyer, 1876)
- Włóczęga za granicą (A Tramp Abroad, 1880)
- Książę i żebrak (The Prince and the Pauper, 1882)
- Życie na Missisipi (Life on the Mississippi, 1883)
- Przygody Hucka Finna (The Adventures of Huckleberry Finn, 1884)
- Jankes na dworze króla Artura (A Connecticut Yankee In King Arthur’s Court, 1889)
- Pretendent z Ameryki (The American Claimant, 1892)
- Tomek Sawyer za granicą (Tom Sawyer Abroad, 1894)
- Wartogłowy Wilson (The Tragedy of Pudd’nhead Wilson, 1894)
- Tomek Sawyer detektywem (Tom Sawyer, Detective, 1896)
- Wspomnienia osobiste o Joannie d’Arc (Personal Recollections of Joan of Arc, 1896)
- The Austrian Edison Keeping School Again (1898)
- Człowiek, który zdemoralizował Hadleyburg (The Man Who Corrupted Hadleyburg, 1900)
- From the London Times of 1904 (1904)
- Pamiętniki Adama i Ewy (1906)
- Tajemniczy przybysz (The Mysterious Stranger, 1916, wydane pośmiertnie)
- Listy z Ziemi (Letters from the Earth, 1962, wydane pośmiertnie)
- Podróż międzyplanetarna (wydanie pośmiertne)
- Nieszczęsny narzeczony Aurelii. (wydanie pośmiertne)
- Joanna D’Arc (wydanie pośmiertne, wyd. polskie Gdańsk 1995)

## Kultura masowa
Postać Marka Twaina pojawia się w serialach: 
- Bonanza, odcinek pt. Enter Mark Twain; postać pisarza zagrał Howard Duff.

- Detektyw Murdoch, odcinek pt. Przygoda z Markiem Twainem; w jego postać wcielił się William Shatner.

- Star Trek: Następne pokolenie, sezon 5 odcinek 26 pt. "Pętla czasu, część 1" oraz sezon 6 odcinek 1 pt. "Pętla czasu, część 2"; w rolę pisarza wcielił się Jerry Hardin.